# Bokar Biro
Bokar Biro Barry ou Boubacar Biro, mort le 13 novembre 1896, est le dernier souverain indépendant de l'imamat du Fouta-Djalon dans ce qui est aujourd'hui la république de Guinée. 
Il meurt lors de la bataille de Porédaka, lorsque ses forces sont détruites par l'artillerie française.

## Contexte
L'imamat de Fouta-Djalon a été l'un des derniers États indépendants de la Sénégambie, dans les hauts plateaux où les fleuves Gambie et Sénégal s'élèvent tous les deux. Il a été établi comme un État théocratique dans un djihad lancé en 1725 par Karamokho Alfa, et consolidé par son successeur Ibrahim Sori,. L'État était une fédération de neuf provinces, chacune dirigée par un chef. Deux factions politiques ont émergé, les Alfaya et Soriya, partisans des descendants des deux premiers dirigeants. Un accord de partage du pouvoir a évolué en vertu duquel le poste d'almamy, le chef de l'État, était alternativement occupé par un candidat Alfaya ou Soriya.
À la fin du XIXe siècle, les Français étaient la puissance coloniale dominante dans la région et étaient de plus en plus impatients face à l'hostilité de Fouta Djallon. Ils étaient en colère contre le soutien que Fouta Djallon apportait à l'empire wassoulou de Samory Touré, qui résistait également au contrôle français. En 1889, les Britanniques ont conclu un traité avec les Français qui reconnaissaient que Fouta Djallon faisait partie de la sphère française. Cependant, les Britanniques à Freetown, en Sierra Leone, ont continué à accorder des subventions à Fouta Djallon jusqu'en 1895.

## Almamy de Fouta Djallon
Bokar Biro appartenait à la faction Soriya. Sa base était Timbo, la capitale de la fédération Fouta Djallon.  En 1890, le long règne de l' Almamy Ibrahima Sori Dongolfella s'est terminé avec sa mort, déclenchant une lutte de pouvoir.  Le conseil des anciens a choisi le frère aîné de Bokar Biro comme souverain. Bokar Biro a pris le pouvoir lors d'un coup d'État après avoir assassiné son frère et a commencé à placer des hommes qui lui sont fidèles à des postes d'autorité.  Bokar Biro a dû faire face à des luttes entre les factions politiques d' Alfaya et de Soriya et aux tentatives des dirigeants des provinces de Labé, Timbi et Fougoumba d'obtenir plus d'autonomie. Aussi, les esclaves et les gens libres ordinaires quittaient le pays pour les zones sous contrôle français moins oppressives.  
En juillet 1892, Bokar Biro est contraint de céder le pouvoir à Amadou de la faction Alfaya . Il reprend le pouvoir en juin 1894. Certains chefs demandent l'aide des français pour le renverser. Alpha Yaya de Labé a commencé à manœuvrer pour l'indépendance totale de sa province.  Le 13 décembre 1895, les chefs mécontents dirigés par Modi Abdoullaye Dhokhiré ont attaqué et vaincu Bokar Biro à Bantignel, et il n'a réussi qu'à s'échapper de peu.  Plusieurs semaines plus tard, alors que la plupart des gens pensaient que Bokar Biro était mort, il a émergé au Kébou, à la frontière ouest de la province de Timbi, dont le chef l'a aidé à retourner à Timbo.  Il a réussi à rassembler une nouvelle armée de 1 500 soldats avec laquelle il a vaincu ses ennemis le 2 février 1896. Les principaux chefs se sont cachés. 

## Intervention française
Fin 1894, les Français envoyèrent Raoul de Beeckman comme leur représentant pour rencontrer Bokar Biro et arranger un traité. En mars 1895, de Beeckman avait passé près de trois mois à la frontière de Fouta Djallon et abandonnait tout espoir d'organiser une réunion.  Sans autorisation, l'administrateur français a franchi la frontière et attaqué le village de Nanso, près de Demukulima, qu'il a accusé d'avoir pillé une caravane appartenant à un allié français. Un des anciens du village a été tué. Cet incident a alimenté l'hostilité de Bokar Biro, qui a accusé les français d'une série d'actions hostiles, y compris la suppression du commerce des esclaves avec le Soudan, et le refus de renvoyer des esclaves fugitifs.  Il se méfiait également des visites à Fouta Djallon d'agents français sous prétexte d'échanger ou de faire des études topographiques, qu'il pensait être en préparation d'une intervention militaire. 
Beeckman est revenu à Fouta Djallon l'année suivante. Le 18 mars 1896, Beeckman arrive à Timbo, la capitale Fouta Djallon, avec un détachement de troupes. Les Français ont exigé le droit de construire des routes à travers Fouta Djallon, d'installer un représentant à Timbo, de contrôler toutes les nominations des chefs de province et un monopole commercial. Bokar Biro a résisté, mais a finalement fait semblant de signer un traité afin d'écarter les français pendant qu'il traitait avec ses adversaires.  Lorsque le document du traité a été examiné à Saint Louis, il s'est avéré qu'à la place de sa signature Bokar Biro avait écrit Bismillah, signifiant au nom de Dieu.  Une fois qu'il fut clair que Bokar Biro n'avait pas l'intention de céder aux exigences françaises, ils décidèrent de recourir à la force armée si nécessaire une fois la saison des pluies passée. Les troupes françaises se retirent temporairement à Sangoya. 
Bokar Biro a traité le retrait français comme une victoire. Il a lancé une politique agressivement anti-française. Lorsque son mandat en tant qu'Almamy a pris fin en avril 1896, il a refusé de céder ses fonctions. La lutte pour le pouvoir s'est intensifiée, avec des incidents violents, se rapprochant de la guerre civile, avec des appels à l'aide atteignant les français en septembre et octobre. Le français a décidé que le moment était venu de faire leur mouvement, briser en petits Fouta Djalon Etats clients, avec leur allié Oumar Bademba comme Almamy de ce qui restait de l'État basé sur Timbo. 

## Mort
Des troupes ont été envoyées du Sénégal, de la Guinée et du Soudan, convergeant vers Fouta Djallon. Une colonne française a capturé Timbo le 3 novembre 1896. Bokar Biro n'a pas pu obtenir le soutien des chefs pour résister aux français. Le 13 novembre 1896, Bokar Biro livra une bataille rangée dans la plaine de Porédaka. L'artillerie française a détruit son armée. Un poète qui a décrit la bataille a déclaré que Bokar Biro avait tenu parole. Il n'a pas fui les français, mais a été tué par l'explosion du canon.  En fait, Bokar Biro a réussi à s'échapper mais a été rapidement capturé par certains soldats de son ennemi, Sori Illili, et a été décapité.  Le fils de Bokar Biro est décédé avec lui. 
Avec la mort de Bokar Biro, les français assument un protectorat. En juin 1897, Ernest Noirot, ancien scénographe des Folies Bergère, devient administrateur et lance un programme d'élimination de l'esclavage.  En 1904, les français ont supprimé le pouvoir des chefs. En 1905, ils ont arrêté Alpha Yaya, le rival de Bokar Biro, et l'ont envoyé en exil jusqu’à sa mort en 1912. 